# Zavojane
Zavojane falu Horvátországban, Split-Dalmácia megyében. Közigazgatásilag Vrgorachoz tartozik.

## Fekvése
Makarskától légvonalban 20, közúton 31 km-re délkeletre, községközpontjától légvonalban 10, közúton 12 km-re északnyugatra, Közép-Dalmáciában, a Biokovo-hegység keleti lábánál az A1-es autópálya mellett fekszik.

## Története
Zavojane területe a régészeti leletek tanúsága szerint már az ókorban is lakott volt. A térség első ismert népe az illírek egyik törzse a dalmátok voltak, akik a magaslatokon épített, jól védhető erődített településeikben laktak. Jelenlétüket a település határában megtalálható halomsírok igazolják. A rómaiak hosszú ideig tartó harcok után csak az 1. században hódították meg ezt a vidéket. Az illírek elleni 9-ben aratott végső győzelem után békésebb idők következtek, de a római kultúra csak érintőleges hatással volt erre a térségre. A horvát törzsek a 7. század végén és a 8. század elején telepedtek le itt, ezután területe a neretvánok kenézségének Paganiának a részét képezte. A középkor emlékei a plébániatemplom mellett található régi temető sírkövei. A török a 15. század második felében szállta meg ezt a vidéket, mely 1696 körül szabadult fel végleg a több mint kétszáz éves uralma alól. A török uralom után a település a Velencei Köztársaság része lett. A török időkben a megmaradt lakosság lelki szolgálatát a živogošćei kolostor ferences szerzetesei látták el. A török uralom emléke az Ančići településrész határában található török torony. A kandiai háború idején a térség falvai elpusztultak. A török uralom végével a környező településekkel együtt népesült be, a betelepülők ferences szerzetesek vezetésével főként a szomszédos Hercegovinából érkeztek. A lakosság főként földműveléssel és állattartással foglalkozott, de a határhoz közeli fekvésénél fogva eleinte még gyakran kellett részt vennie a velencei-török összecsapásokban. A zavojanei plébániát 1696-ban alapították. Kezdetben Stilja és Mijaca is ide tartozott, de 1922-ben ezek a települések leváltak a plébánia területéről. A velencei uralomnak 1797-ben vége szakadt és osztrák csapatok vonultak be Dalmáciába. 1806-ban az osztrákokat legyőző franciák uralma alá került, de Napóleon lipcsei veresége után 1813-ban újra az osztrákoké lett. 1857-ben 831, 1910-ben 1263 lakosa volt. 1918-ban az új Szerb-Horvát-Szlovén Állam, majd később Jugoszlávia része lett. Röviddel a Független Horvát Állam megalakulása után 1941. április 17-én olasz csapatok vonultak be a vrgoraci területre. 1942. június 15-én rövid időre elfoglalták a partizánok, majd visszavonultak a Biokovo-hegységbe. Az olasz csapatok védelmét élvező csetnikek még ez évben a község több településén gyújtottak fel házakat és végeztek ki embereket, főleg nőket, gyermekeket és öregeket. Az anyakönyv szerint Zavojane embervesztesége 147 fő volt. Olaszország kapitulációja után 1943-ban német csapatok szállták meg a vidéket. 1944. október 24-én a németek kivonultak és két nappal később Vrgorac környéke felszabadult. A település a háború után a szocialista Jugoszláviához került. 1991 óta a független Horvátországhoz tartozik. 2011-ben 308 lakosa volt.

## Lakosság
| Lakosság változása | Lakosság változása | Lakosság változása | Lakosság változása | Lakosság változása | Lakosság változása | Lakosság változása | Lakosság változása | Lakosság változása | Lakosság változása | Lakosság változása | Lakosság változása | Lakosság változása | Lakosság változása | Lakosság változása | Lakosság változása |
| ------------------ | ------------------ | ------------------ | ------------------ | ------------------ | ------------------ | ------------------ | ------------------ | ------------------ | ------------------ | ------------------ | ------------------ | ------------------ | ------------------ | ------------------ | ------------------ |
| 1857               | 1869               | 1880               | 1890               | 1900               | 1910               | 1921               | 1931               | 1948               | 1953               | 1961               | 1971               | 1981               | 1991               | 2001               | 2011               |
| 831                | 976                | 942                | 1.071              | 1.202              | 1.263              | 1.201              | 1.185              | 1.022              | 1.117              | 1.030              | 907                | 645                | 508                | 392                | 308                |

## Nevezetességei
- A Kisboldogasszony tiszteletére szentelt plébániatemploma[4] 1712-ben épült, később többször renoválták. Kőből épített, szépen kivitelezett épület négyszögletes, boltozott, gótikus stílusú apszissal, homlokzatán kőrozettával. A hajónak dongaboltozata van. A falakban több helyen beépítve sírkövek láthatók. A templom melletti 30 méter magas harangtornyot 1795-ben építették. Három harang található benne, kettő 1800-ból, egy pedig 1695-ből származik, utóbbi az olasz Bartolomeo de Polis mester műhelyében készült. A déli falhoz a nehéz tetőszerkezet megtartására vastag, boltozott támfalat építettek, mely egyúttal nyitott kápolnaként szolgál. A templomnak három fából faragott oltára van. A főoltáron a Szűzanya képe látható a kis Jézussal, Ivan Skvarčina zárai mester alkotása 1847-ben készült. A hajóban álló két mellékoltár Szűz Mária és Szent György tiszteletére van szentelve. A 18. század második felében készültek Stipe Rako imotski műhelyében. Mindkét oltárt oltárkép díszíti. A templomban még két kis barokk szobor is található, melyek Szent Antalt és Szent Rókust ábrázolják. Barokk még a feszület is. A Jézus szíve szobor újabb alkotás. A templomot 1926-ban Ferenc Trpanj festette ki.
- A kis Mindenszentek templom a régi plébániaház építése után épült a mindenkori plébános házi misézése céljára. Felszentelése 1781-ben történt.
- Az Ančići településrész határában található a 17. századi török torony, mely Cukarinović bég tulajdona volt.
- Határában Jelaševi, Doboka és a Matokit-hegy irányában fekvő Privorac alatt több illír eredetű halomsír is található.